# Heras de Ayuso
Heras de Ayuso ist ein Ort und eine Gemeinde (municipio) mit 235 Einwohnern (Stand: 2024) im Südwesten der Provinz Guadalajara in der Autonomen Gemeinschaft Kastilien-La Mancha. 

## Lage und Klima
Heras de Ayuso liegt in einer Höhe von ca. 705 m in der Kulturlandschaft der Alcarria. Die Entfernung zur südsüdwestlich gelegenen Provinzhauptstadt Guadalajara beträgt ca. 18 Kilometer (Fahrtstrecke). Das Klima ist gemäßigt bis warm; Regen (533 mm/Jahr) fällt übers Jahr verteilt.

## Bevölkerungsentwicklung
| Jahr      | 1970 | 1981 | 1991 | 2001 | 2011 | 2021 |
| Einwohner | 191  | 154  | 116  | 145  | 232  | 238  |

## Sehenswürdigkeiten

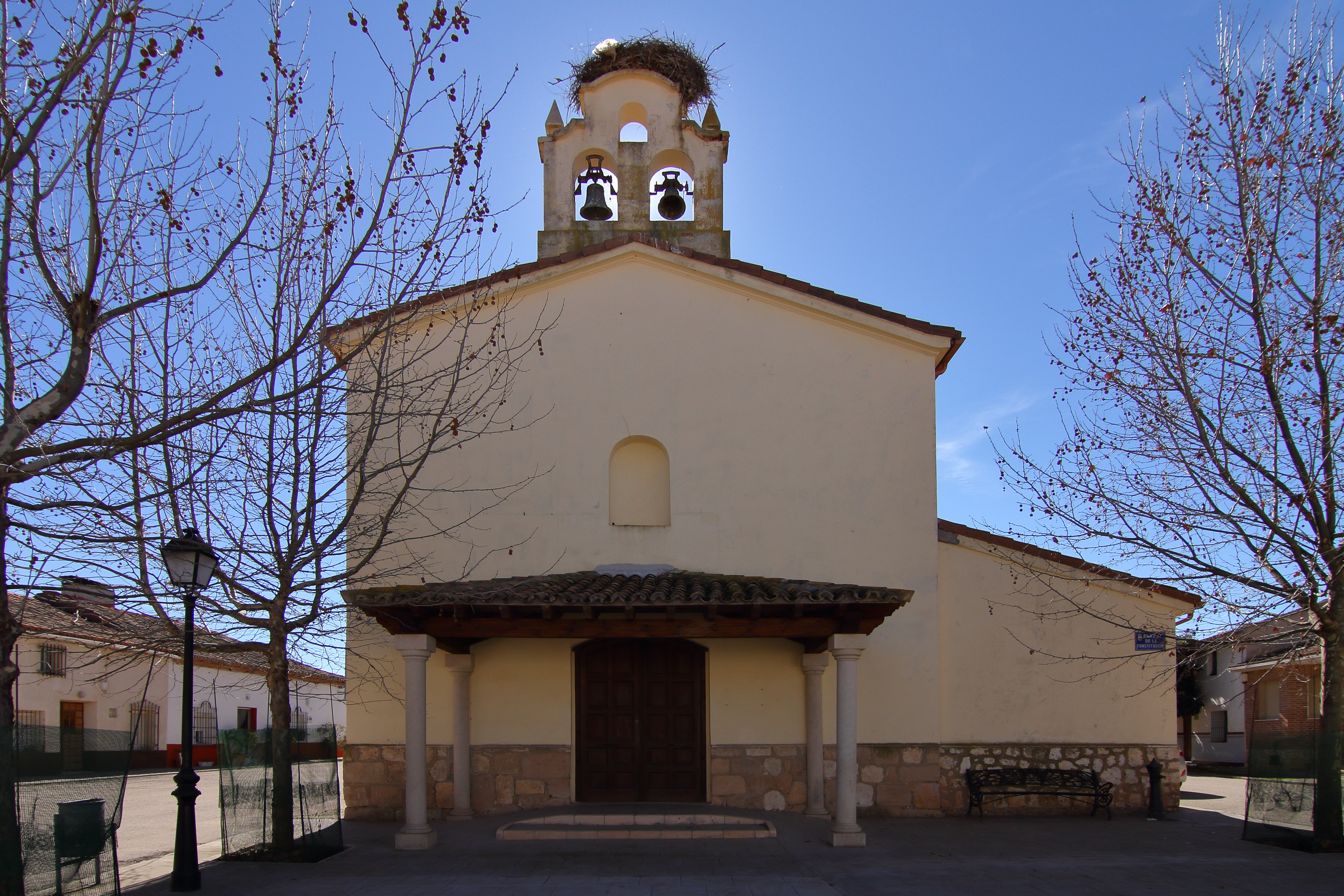
Michaeliskirche
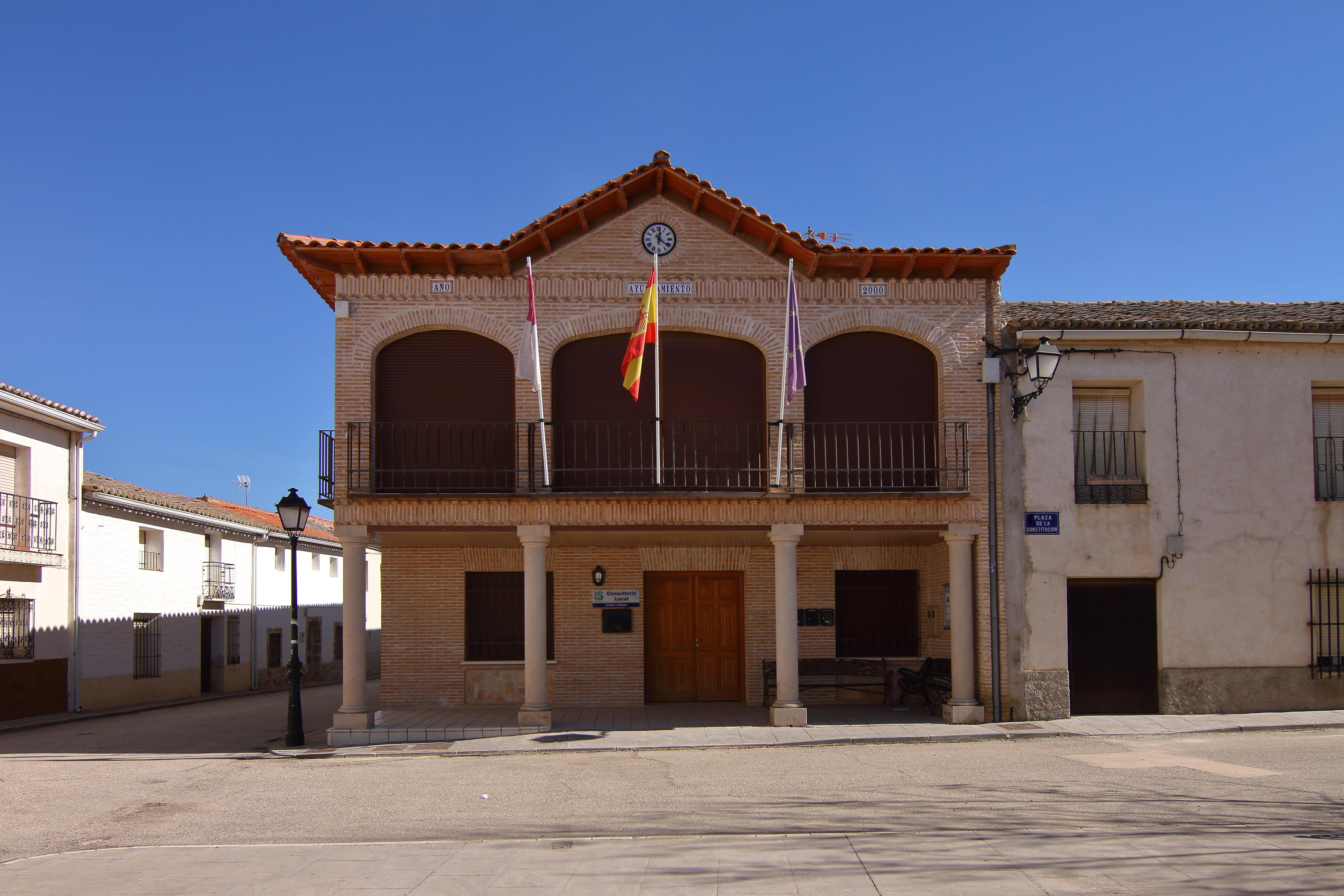
Reste des Herzogspalasts

- Michaeliskirche
- Rathaus